# Tour de Bavière 2015
La 36e édition du Tour de Bavière a eu lieu du 13 au 17 mai 2015. La course fait partie du calendrier UCI Europe Tour 2015 en catégorie 2.HC.
L'épreuve a été remportée par le Britannique Alex Dowsett (Movistar), vainqueur de la quatrième étape, qui s'impose respectivement de deux et dix-huit secondes devant le Portugais Tiago Machado (Katusha) et le Tchèque Jan Bárta (Bora-Argon 18).
L'Allemand John Degenkolb (Giant-Alpecin), lauréat des deuxième et cinquième étapes, remporte le classement par points tandis que le Belge Frederik Veuchelen (Wanty-Groupe Gobert) gagne celui de la montagne. De plus le Néerlandais Dylan van Baarle (Cannondale-Garmin) termine meilleur jeune et la formation américaine Cannondale-Garmin finit meilleure équipe.

## Présentation

### Équipes
Classé en catégorie 2.HC de l'UCI Europe Tour, le Tour de Bavière est par conséquent ouvert aux WorldTeams dans la limite de 70 % des équipes participantes, aux équipes continentales professionnelles, aux équipes continentales allemandes et à une équipe nationale allemande.
Dix-neuf équipes participent à ce Tour de Bavière - cinq WorldTeams, huit équipes continentales professionnelles et six équipes continentales :
| UCI WorldTeams    | UCI WorldTeams | UCI WorldTeams |
| Nom de l'équipe   | Pays           | Code           |
| ----------------- | -------------- | -------------- |
| Cannondale-Garmin | États-Unis     | TCG            |
| Giant-Alpecin     | Allemagne      | TGA            |
| IAM               | Suisse         | IAM            |
| Katusha           | Russie         | KAT            |
| Movistar          | Espagne        | MOV            |

| Équipes continentales professionnelles | Équipes continentales professionnelles | Équipes continentales professionnelles |
| Nom de l'équipe                        | Pays                                   | Code                                   |
| -------------------------------------- | -------------------------------------- | -------------------------------------- |
| Bora-Argon 18                          | Allemagne                              | BOA                                    |
| Cofidis                                | France                                 | COF                                    |
| Colombia                               | Colombie                               | COL                                    |
| Cult Energy                            | Danemark                               | CLT                                    |
| MTN-Qhubeka                            | Afrique du Sud                         | MTN                                    |
| Roompot Oranje Peloton                 | Pays-Bas                               | ROP                                    |
| Southeast                              | Italie                                 | STH                                    |
| Wanty-Groupe Gobert                    | Belgique                               | WGG                                    |

| Équipes continentales | Équipes continentales | Équipes continentales |
| Nom de l'équipe       | Pays                  | Code                  |
| --------------------- | --------------------- | --------------------- |
| Bike Aid              | Allemagne             | BAI                   |
| Heizomat              | Allemagne             | THF                   |
| LKT Brandenburg       | Allemagne             | LKT                   |
| Rad-net Rose          | Allemagne             | RNR                   |
| Stölting              | Allemagne             | STG                   |
| Stuttgart             | Allemagne             | SGT                   |

### Règlement de la course

#### Primes
Les vingt prix sont attribués suivant le barème de l'UCI,. Le total général des prix distribués est de 30 278 €.
| Position           | 1er     | 2e      | 3e      | 4e    | 5e    | 6e    | 7e    | 8e    | 9e    | 10e à 20e |
| Classement général | 6 040 € | 3 040 € | 1 510 € | 757 € | 606 € | 455 € | 455 € | 302 € | 302 € | 152 €     |
| Par étape          | 3 615 € | 1 805 € | 905 €   | 455 € | 365 € | 269 € | 269 € | 180 € | 180 € | 92 €      |
| Par demi-étape     | 2 425 € | 1 235 € | 605 €   | 302 € | 241 € | 186 € | 186 € | 122 € | 122 € | 60 €      |

## Étapes
Cette édition du Tour de Bavière est constituée de cinq étapes réparties sur cinq jours pour un total de 830,6 kilomètres à parcourir.
| Étape     | Date   | Villes étapes           |                             | Distance (km) | Vainqueur d’étape | Leader du classement général |
| --------- | ------ | ----------------------- | --------------------------- | ------------- | ----------------- | ---------------------------- |
| 1re étape | 13 mai | Ratisbonne - Waldsassen | Étape de plaine             | 221,3         | Sam Bennett       | Sam Bennett                  |
| 2e étape  | 14 mai | Waldsassen - Selb       | Étape de plaine             | 179,5         | John Degenkolb    | John Degenkolb               |
| 3e étape  | 15 mai | Selb - Ebern            | Étape de plaine             | 205,9         | Sam Bennett       | Sam Bennett                  |
| 4e étape  | 16 mai | Haßfurt - Haßfurt       | Contre-la-montre individuel | 26,1          | Alex Dowsett      | Alex Dowsett                 |
| 5e étape  | 17 mai | Haßfurt - Nuremberg     | Étape vallonnée             | 197,8         | John Degenkolb    | Alex Dowsett                 |

## Déroulement de la course

### 1reétape
| Classement de l'étape | Classement de l'étape       | Classement de l'étape | Classement de l'étape | Classement de l'étape |
|                       | Coureur                     | Pays                  | Équipe                | Temps                 |
| --------------------- | --------------------------- | --------------------- | --------------------- | --------------------- |
| 1er                   | Sam Bennett                 | Irlande               | Bora-Argon 18         | en 5 h 30 min 39 s    |
| 2e                    | Nacer Bouhanni              | France                | Cofidis               | m.t                   |
| 3e                    | John Degenkolb              | Allemagne             | Giant-Alpecin         | m.t                   |
| 4e                    | Ramon Sinkeldam             | Pays-Bas              | Giant-Alpecin         | m.t                   |
| 5e                    | Willi Willwohl              | Allemagne             | LKT Brandenburg       | m.t                   |
| 6e                    | Enrique Sanz                | Espagne               | Movistar              | m.t                   |
| 7e                    | Jonas Van Genechten         | Belgique              | IAM                   | m.t                   |
| 8e                    | Reinardt Janse van Rensburg | Afrique du Sud        | MTN-Qhubeka           | m.t                   |
| 9e                    | Enrico Gasparotto           | Italie                | Wanty-Groupe Gobert   | m.t                   |
| 10e                   | Marco Marcato               | Italie                | Wanty-Groupe Gobert   | m.t                   |
| modifier              |                             |                       |                       |                       |

| Classement général | Classement général | Classement général | Classement général | Classement général |
|                    | Coureur            | Pays               | Équipe             | Temps              |
| ------------------ | ------------------ | ------------------ | ------------------ | ------------------ |
| 1er                | Sam Bennett        | Irlande            | Bora-Argon 18      | en 5 h 30 min 29 s |
| 2e                 | Eduard Vorganov    | Russie             | Katusha            | + 3 s              |
| 3e                 | Jonas Koch         | Allemagne          | Rad-net Rose       | + 3 s              |
| 4e                 | Nacer Bouhanni     | France             | Cofidis            | + 4 s              |
| 5e                 | John Degenkolb     | Allemagne          | Giant-Alpecin      | + 6 s              |
| 6e                 | Rodolfo Torres     | Colombie           | Colombia           | + 8 s              |
| 7e                 | Johannes Weber     | Allemagne          | Stuttgart          | + 8 s              |
| 8e                 | Ramon Sinkeldam    | Pays-Bas           | Giant-Alpecin      | + 10 s             |
| 9e                 | Willi Willwohl     | Allemagne          | LKT Brandenburg    | + 10 s             |
| 10e                | Enrique Sanz       | Espagne            | Movistar           | + 10 s             |
| modifier           |                    |                    |                    |                    |

### 2eétape
| Classement de l'étape | Classement de l'étape       | Classement de l'étape | Classement de l'étape  | Classement de l'étape |
|                       | Coureur                     | Pays                  | Équipe                 | Temps                 |
| --------------------- | --------------------------- | --------------------- | ---------------------- | --------------------- |
| 1er                   | John Degenkolb              | Allemagne             | Giant-Alpecin          | en 4 h 25 min 6 s     |
| 2e                    | Nacer Bouhanni              | France                | Cofidis                | m.t                   |
| 3e                    | Enrique Sanz                | Espagne               | Movistar               | m.t                   |
| 4e                    | Sam Bennett                 | Irlande               | Bora-Argon 18          | m.t                   |
| 5e                    | Ramūnas Navardauskas        | Lituanie              | Cannondale-Garmin      | m.t                   |
| 6e                    | Willi Willwohl              | Allemagne             | LKT Brandenburg        | m.t                   |
| 7e                    | Jonas Van Genechten         | Belgique              | IAM                    | m.t                   |
| 8e                    | Enrico Gasparotto           | Italie                | Wanty-Groupe Gobert    | m.t                   |
| 9e                    | Reinardt Janse van Rensburg | Afrique du Sud        | MTN-Qhubeka            | m.t                   |
| 10e                   | Dylan Groenewegen           | Pays-Bas              | Roompot Oranje Peloton | m.t                   |
| modifier              |                             |                       |                        |                       |

| Classement général | Classement général | Classement général | Classement général  | Classement général |
|                    | Coureur            | Pays               | Équipe              | Temps              |
| ------------------ | ------------------ | ------------------ | ------------------- | ------------------ |
| 1er                | John Degenkolb     | Allemagne          | Giant-Alpecin       | en 9 h 55 min 31 s |
| 2e                 | Nacer Bouhanni     | France             | Cofidis             | + 2 s              |
| 3e                 | Sam Bennett        | Irlande            | Bora-Argon 18       | + 4 s              |
| 4e                 | Jonas Koch         | Allemagne          | Rad-net Rose        | + 6 s              |
| 5e                 | Eduard Vorganov    | Russie             | Katusha             | + 7 s              |
| 6e                 | Enrique Sanz       | Espagne            | Movistar            | + 10 s             |
| 7e                 | Marco Minnaard     | Pays-Bas           | Wanty-Groupe Gobert | + 10 s             |
| 8e                 | Jasha Sütterlin    | Allemagne          | Movistar            | + 11 s             |
| 9e                 | Johannes Weber     | Allemagne          | Stuttgart           | + 12 s             |
| 10e                | Rodolfo Torres     | Colombie           | Colombia            | + 12 s             |
| modifier           |                    |                    |                     |                    |

### 3eétape
| Classement de l'étape | Classement de l'étape       | Classement de l'étape | Classement de l'étape | Classement de l'étape |
|                       | Coureur                     | Pays                  | Équipe                | Temps                 |
| --------------------- | --------------------------- | --------------------- | --------------------- | --------------------- |
| 1er                   | Sam Bennett                 | Irlande               | Bora-Argon 18         | en 4 h 59 min 33 s    |
| 2e                    | Nacer Bouhanni              | France                | Cofidis               | + 0 s                 |
| 3e                    | Ramūnas Navardauskas        | Lituanie              | Cannondale-Garmin     | + 0 s                 |
| 4e                    | Enrique Sanz                | Espagne               | Movistar              | + 0 s                 |
| 5e                    | Jonas Van Genechten         | Belgique              | IAM                   | + 0 s                 |
| 6e                    | Marco Marcato               | Italie                | Wanty-Groupe Gobert   | + 0 s                 |
| 7e                    | John Degenkolb              | Allemagne             | Giant-Alpecin         | + 0 s                 |
| 8e                    | Christophe Laporte          | France                | Cofidis               | + 2 s                 |
| 9e                    | Reinardt Janse van Rensburg | Afrique du Sud        | MTN-Qhubeka           | + 2 s                 |
| 10e                   | Fabian Wegmann              | Allemagne             | Cult Energy           | + 2 s                 |
| modifier              |                             |                       |                       |                       |

| Classement général | Classement général   | Classement général | Classement général  | Classement général  |
|                    | Coureur              | Pays               | Équipe              | Temps               |
| ------------------ | -------------------- | ------------------ | ------------------- | ------------------- |
| 1er                | Sam Bennett          | Irlande            | Bora-Argon 18       | en 14 h 54 min 58 s |
| 2e                 | Nacer Bouhanni       | France             | Cofidis             | + 2 s               |
| 3e                 | John Degenkolb       | Allemagne          | Giant-Alpecin       | + 3 s               |
| 4e                 | Jonas Koch           | Allemagne          | Rad-net Rose        | + 14 s              |
| 5e                 | Eduard Vorganov      | Russie             | Katusha             | + 15 s              |
| 6e                 | Enrique Sanz         | Espagne            | Movistar            | + 16 s              |
| 7e                 | Ramūnas Navardauskas | Lituanie           | Cannondale-Garmin   | + 16 s              |
| 8e                 | Jack Bauer           | Nouvelle-Zélande   | Cannondale-Garmin   | + 18 s              |
| 9e                 | Marco Minnaard       | Pays-Bas           | Wanty-Groupe Gobert | + 18 s              |
| 10e                | Jasha Sütterlin      | Allemagne          | Movistar            | + 19 s              |
| modifier           |                      |                    |                     |                     |

### 4eétape
| Classement de l'étape | Classement de l'étape | Classement de l'étape | Classement de l'étape  | Classement de l'étape |
|                       | Coureur               | Pays                  | Équipe                 | Temps                 |
| --------------------- | --------------------- | --------------------- | ---------------------- | --------------------- |
| 1er                   | Alex Dowsett          | Royaume-Uni           | Movistar               | en 31 min 33 s        |
| 2e                    | Tiago Machado         | Portugal              | Katusha                | + 1 s                 |
| 3e                    | Jan Bárta             | Tchéquie              | Bora-Argon 18          | + 16 s                |
| 4e                    | Ramūnas Navardauskas  | Lituanie              | Cannondale-Garmin      | + 26 s                |
| 5e                    | Dylan van Baarle      | Pays-Bas              | Cannondale-Garmin      | + 29 s                |
| 6e                    | Nils Politt           | Allemagne             | Stölting               | + 31 s                |
| 7e                    | Lawrence Warbasse     | États-Unis            | IAM                    | + 45 s                |
| 8e                    | Jack Bauer            | Nouvelle-Zélande      | Cannondale-Garmin      | + 48 s                |
| 9e                    | Gustav Larsson        | Suède                 | Cult Energy            | + 50 s                |
| 10e                   | Berden de Vries       | Pays-Bas              | Roompot Oranje Peloton | + 51 s                |
| modifier              |                       |                       |                        |                       |

| Classement général | Classement général   | Classement général | Classement général | Classement général  |
|                    | Coureur              | Pays               | Équipe             | Temps               |
| ------------------ | -------------------- | ------------------ | ------------------ | ------------------- |
| 1er                | Alex Dowsett         | Royaume-Uni        | Movistar           | en 15 h 26 min 51 s |
| 2e                 | Tiago Machado        | Portugal           | Katusha            | + 2 s               |
| 3e                 | Jan Bárta            | Tchéquie           | Bora-Argon 18      | + 18 s              |
| 4e                 | Ramūnas Navardauskas | Lituanie           | Cannondale-Garmin  | + 22 s              |
| 5e                 | Dylan van Baarle     | Pays-Bas           | Cannondale-Garmin  | + 31 s              |
| 6e                 | Nils Politt          | Allemagne          | Stölting           | + 33 s              |
| 7e                 | Jack Bauer           | Nouvelle-Zélande   | Cannondale-Garmin  | + 46 s              |
| 8e                 | Lawrence Warbasse    | États-Unis         | IAM                | + 47 s              |
| 9e                 | Gustav Larsson       | Suède              | Cult Energy        | + 52 s              |
| 10e                | Jasha Sütterlin      | Allemagne          | Movistar           | + 53 s              |
| modifier           |                      |                    |                    |                     |

### 5eétape
| Classement de l'étape | Classement de l'étape       | Classement de l'étape | Classement de l'étape  | Classement de l'étape |
|                       | Coureur                     | Pays                  | Équipe                 | Temps                 |
| --------------------- | --------------------------- | --------------------- | ---------------------- | --------------------- |
| 1er                   | John Degenkolb              | Allemagne             | Giant-Alpecin          | en 4 h 40 min 38 s    |
| 2e                    | Rüdiger Selig               | Allemagne             | Katusha                | m.t                   |
| 3e                    | Sam Bennett                 | Irlande               | Bora-Argon 18          | m.t                   |
| 4e                    | Dylan Groenewegen           | Pays-Bas              | Roompot Oranje Peloton | m.t                   |
| 5e                    | Michael Carbel Svendgaard   | Danemark              | Cult Energy            | m.t                   |
| 6e                    | Reinardt Janse van Rensburg | Afrique du Sud        | MTN-Qhubeka            | m.t                   |
| 7e                    | Rafael Andriato             | Brésil                | Southeast              | m.t                   |
| 8e                    | Jonas Van Genechten         | Belgique              | IAM                    | m.t                   |
| 9e                    | Willi Willwohl              | Allemagne             | LKT Brandenburg        | m.t                   |
| 10e                   | Nacer Bouhanni              | France                | Cofidis                | m.t                   |
| modifier              |                             |                       |                        |                       |

## Classements finals

### Classement général final
| Classement général final | Classement général final | Classement général final | Classement général final | Classement général final |
|                          | Coureur                  | Pays                     | Équipe                   | Temps                    |
| ------------------------ | ------------------------ | ------------------------ | ------------------------ | ------------------------ |
| 1er                      | Alex Dowsett             | Royaume-Uni              | Movistar                 | en 20 h 7 min 29 s       |
| 2e                       | Tiago Machado            | Portugal                 | Katusha                  | + 2 s                    |
| 3e                       | Jan Bárta                | Tchéquie                 | Bora-Argon 18            | + 18 s                   |
| 4e                       | Ramūnas Navardauskas     | Lituanie                 | Cannondale-Garmin        | + 22 s                   |
| 5e                       | Dylan van Baarle         | Pays-Bas                 | Cannondale-Garmin        | + 31 s                   |
| 6e                       | Nils Politt              | Allemagne                | Stölting                 | + 33 s                   |
| 7e                       | Jack Bauer               | Nouvelle-Zélande         | Cannondale-Garmin        | + 46 s                   |
| 8e                       | Lawrence Warbasse        | États-Unis               | IAM                      | + 47 s                   |
| 9e                       | Gustav Larsson           | Suède                    | Cult Energy              | + 52 s                   |
| 10e                      | Jasha Sütterlin          | Allemagne                | Movistar                 | + 53 s                   |
| modifier                 |                          |                          |                          |                          |

### Classements annexes
| Classement par points | Classement par points | Classement par points | Classement par points | Classement par points |
| --------------------- | --------------------- | --------------------- | --------------------- | --------------------- |
|                       | Coureur               | Pays                  | Équipe                | Point(s)              |
| 1er                   | John Degenkolb        | Allemagne             | Giant-Alpecin         | 16 points             |
| 2e                    | Eduard Vorganov       | Russie                | Katusha               | 16 pts                |
| 3e                    | Sam Bennett           | Irlande               | Bora-Argon 18         | 15 pts                |
| modifier              |                       |                       |                       |                       |

| Classement de la montagne | Classement de la montagne | Classement de la montagne | Classement de la montagne | Classement de la montagne |
| ------------------------- | ------------------------- | ------------------------- | ------------------------- | ------------------------- |
|                           | Coureur                   | Pays                      | Équipe                    | Point(s)                  |
| 1er                       | Frederik Veuchelen        | Belgique                  | Wanty-Groupe Gobert       | 13 points                 |
| 2e                        | Simone Antonini           | Italie                    | Wanty-Groupe Gobert       | 9 pts                     |
| 3e                        | Louis Meintjes            | Afrique du Sud            | MTN-Qhubeka               | 9 pts                     |
| modifier                  |                           |                           |                           |                           |

| Classement du meilleur jeune | Classement du meilleur jeune | Classement du meilleur jeune | Classement du meilleur jeune | Classement du meilleur jeune |
|                              | Coureur                      | Pays                         | Équipe                       | Temps                        |
| ---------------------------- | ---------------------------- | ---------------------------- | ---------------------------- | ---------------------------- |
| 1er                          | Dylan van Baarle             | Pays-Bas                     | Cannondale-Garmin            | en 20 h 8 min 0 s            |
| 2e                           | Nils Politt                  | Allemagne                    | Stölting                     | + 2 s                        |
| 3e                           | Jasha Sütterlin              | Allemagne                    | Movistar                     | + 22 s                       |
| modifier                     |                              |                              |                              |                              |

| Classement par équipes | Classement par équipes | Classement par équipes | Classement par équipes |
|                        | Équipe                 | Pays                   | Temps                  |
| ---------------------- | ---------------------- | ---------------------- | ---------------------- |
| 1re                    | Cannondale-Garmin      | États-Unis             | en 60 h 24 min 14 s    |
| 2e                     | Movistar               | Espagne                | + 16 s                 |
| 3e                     | Katusha                | Russie                 | + 27 s                 |
| modifier               |                        |                        |                        |

### UCI Europe Tour
Ce Tour de Bavière attribue des points pour l'UCI Europe Tour 2015, par équipes seulement aux coureurs des équipes continentales professionnelles et continentales, individuellement à tous les coureurs sauf ceux faisant partie d'une équipe ayant un label WorldTeam.
| Position,          | 1er | 2e | 3e | 4e | 5e | 6e | 7e | 8e | 9e | 10e | 11e | 12e | 13e | 14e | 15e |
| Classement général | 100 | 70 | 40 | 30 | 25 | 20 | 15 | 10 | 9  | 8   | 7   | 6   | 5   | 4   | 3   |
| Par étape          | 20  | 14 | 8  | 7  | 6  | 5  | 4  | 2  |    |     |     |     |     |     |     |
| Leader, par étape  | 10  |    |    |    |    |    |    |    |    |     |     |     |     |     |     |

| Cycliste                    | Équipe                 | Général | Étape | Leader | Total |
| --------------------------- | ---------------------- | ------- | ----- | ------ | ----- |
| Sam Bennett                 | Bora-Argon 18          | -       | 55    | 20     | 75    |
| Jan Bárta                   | Bora-Argon 18          | 40      | 8     | -      | 48    |
| Nacer Bouhanni              | Cofidis                | -       | 42    | -      | 42    |
| Nils Politt                 | Stölting               | 20      | 5     | -      | 25    |
| Reinardt Janse van Rensburg | MTN-Qhubeka            | 4       | 7     | -      | 11    |
| Willi Willwohl              | LKT Brandenburg        | -       | 11    | -      | 11    |
| Enrico Gasparotto           | Wanty-Groupe Gobert    | 7       | 2     | -      | 9     |
| Gustav Larsson              | Cult Energy            | 9       | -     | -      | 9     |
| Dylan Groenewegen           | Roompot Oranje Peloton | -       | 7     | -      | 7     |
| Michael Carbel Svendgaard   | Cult Energy            | -       | 6     | -      | 6     |
| Lennard Kämna               | Stölting               | 5       | -     | -      | 5     |
| Marco Marcato               | Wanty-Groupe Gobert    | -       | 5     | -      | 5     |
| Rafael Andriato             | Southeast              | -       | 4     | -      | 4     |
| Christophe Laporte          | Cofidis                | -       | 2     | -      | 2     |

## Évolution des classements
| Étape              | Vainqueur          | Classement général | Classement par points | Classement de la montagne | Classement du meilleur jeune | Classement par équipes |
| ------------------ | ------------------ | ------------------ | --------------------- | ------------------------- | ---------------------------- | ---------------------- |
| 1                  | Sam Bennett        | Sam Bennett        | Jonas Koch            | Rodolfo Torres            | Jonas Koch                   | Wanty-Groupe Gobert    |
| 2                  | John Degenkolb     | John Degenkolb     | John Degenkolb        | Marco Minnaard            | Jonas Koch                   | Wanty-Groupe Gobert    |
| 3                  | Sam Bennett        | Sam Bennett        | Sam Bennett           | Simone Antonini           | Jonas Koch                   | Wanty-Groupe Gobert    |
| 4                  | Alex Dowsett       | Alex Dowsett       | Sam Bennett           | Simone Antonini           | Dylan van Baarle             | Cannondale-Garmin      |
| 5                  | John Degenkolb     | Alex Dowsett       | John Degenkolb        | Frederik Veuchelen        | Dylan van Baarle             | Cannondale-Garmin      |
| Classements finals | Classements finals | Alex Dowsett       | John Degenkolb        | Frederik Veuchelen        | Dylan van Baarle             | Cannondale-Garmin      |

## Liste des participants
- Liste de départ complète

| Légende                             | Légende                                                                                                  | Légende                                | Légende                                                                                                  |
| ----------------------------------- | --- | -------------------------------------- | --- |
| Num                                 | Dossard de départ porté par le coureur sur ce Tour de Bavière                                            | Pos                                    | Position finale au classement général                                                                    |
| Leader du classement général        | Indique le vainqueur du classement général                                                               | Leader du classement par points        | Indique le vainqueur du classement par points                                                            |
| Leader du classement de la montagne | Indique le vainqueur du classement de la montagne                                                        | Leader du classement du meilleur jeune | Indique le vainqueur du classement du meilleur jeune                                                     |
|                                     | Indique un maillot de champion national ou mondial, suivi de sa spécialité                               | #                                      | Indique la meilleure équipe                                                                              |
| NP                                  | Indique un coureur qui n'a pas pris le départ d'une étape, suivi du numéro de l'étape où il s'est retiré | AB                                     | Indique un coureur qui n'a pas terminé une étape, suivi du numéro de l'étape où il s'est retiré          |
| HD                                  | Indique un coureur qui a terminé une étape hors des délais, suivi du numéro de l'étape                   | *                                      | Indique un coureur en lice pour le classement du meilleur jeune (coureurs nés après le 1er janvier 1991) |

| IAM                              | IAM                       | IAM |
| -------------------------------- | ------------------------- | --- |
| Num                              | Coureur                   | Pos |
| 1                                | Stefan Denifl (AUT)       | DSQ |
| 2                                | Patrick Schelling (SUI)   | 79e |
| 3                                | Thomas Degand (BEL)       | 47e |
| 4                                | Jonathan Fumeaux (SUI)    | 31e |
| 5                                | Pirmin Lang (SUI)         | 34e |
| 6                                | Jonas Van Genechten (BEL) | 46e |
| 7                                | Lawrence Warbasse (USA)   | 8e  |
| Directeur sportif : Mario Chiesa |                           |     |

| MTN-Qhubeka MTN                | MTN-Qhubeka MTN                   | MTN-Qhubeka MTN |
| ------------------------------ | --------------------------------- | --------------- |
| Num                            | Coureur                           | Pos             |
| 11                             | Steve Cummings (GBR)              | AB-1            |
| 12                             | Songezo Jim (RSA)                 | 86e             |
| 13                             | Merhawi Kudus (ERI)*              | 40e             |
| 14                             | Reinardt Janse van Rensburg (RSA) | 14e             |
| 15                             | Louis Meintjes (RSA)*             | 100e            |
| 16                             | Adrien Niyonshuti (RWA)           | 93e             |
| 17                             | Andreas Stauff (GER)              | 87e             |
| Directeur sportif : Jens Zemke |                                   |                 |

| Cofidis COF                     | Cofidis COF               | Cofidis COF |
| ------------------------------- | ------------------------- | ----------- |
| Num                             | Coureur                   | Pos         |
| 21                              | Yoann Bagot (FRA)         | 108e        |
| 22                              | Nacer Bouhanni (FRA)      | 44e         |
| 23                              | Christophe Laporte (FRA)* | 28e         |
| 24                              | Anthony Turgis (FRA)*     | 99e         |
| 25                              | Florian Sénéchal (FRA)*   | 64e         |
| 26                              | Geoffrey Soupe (FRA)      | 60e         |
| 27                              | Kenneth Vanbilsen (BEL)   | 84e         |
| Directeur sportif : Didier Rous |                           |             |

| Movistar MOV                          | Movistar MOV           | Movistar MOV |
| ------------------------------------- | ---------------------- | ------------ |
| Num                                   | Coureur                | Pos          |
| 31                                    | Winner Anacona (COL)   | 30e          |
| 32                                    | Alex Dowsett (GBR)     | 1er          |
| 33                                    | Marc Soler (ESP)*      | AB-5         |
| 34                                    | Javier Moreno (ESP)    | 15e          |
| 35                                    | Enrique Sanz (ESP)     | 32e          |
| 36                                    | Eros Capecchi (ITA)    | 41e          |
| 37                                    | Jasha Sütterlin (GER)* | 10e          |
| Directeur sportif : José Luis Arrieta |                        |              |

| Katusha KAT                      | Katusha KAT                  | Katusha KAT |
| -------------------------------- | ---------------------------- | ----------- |
| Num                              | Coureur                      | Pos         |
| 41                               | Eduard Vorganov (RUS)        | 17e         |
| 42                               | Vladimir Isaychev (RUS)      | 88e         |
| 43                               | Egor Silin (RUS)             | 20e         |
| 44                               | Viatcheslav Kouznetsov (RUS) | 12e         |
| 45                               | Tiago Machado (POR)          | 2e          |
| 46                               | Rüdiger Selig (GER)          | 72e         |
| 47                               |                              |             |
| Directeur sportif : José Azevedo |                              |             |

| Giant-Alpecin TGA                        | Giant-Alpecin TGA         | Giant-Alpecin TGA |
| ---------------------------------------- | ------------------------- | ----------------- |
| Num                                      | Coureur                   | Pos               |
| 51                                       | John Degenkolb (GER)      | 27e               |
| 52                                       | Johannes Fröhlinger (GER) | 65e               |
| 53                                       | Tom Veelers (NED)         | AB-5              |
| 54                                       | Ramon Sinkeldam (NED)     | 38e               |
| 55                                       |                           |                   |
| 56                                       | Albert Timmer (NED)       | 89e               |
| 57                                       | Lars van der Haar (NED)*  | 96e               |
| Directeur sportif : Christian Guiberteau |                           |                   |

| Rad-net Rose RNR                 | Rad-net Rose RNR         | Rad-net Rose RNR |
| -------------------------------- | ------------------------ | ---------------- |
| Num                              | Coureur                  | Pos              |
| 61                               | Henning Bommel (GER)     | 92e              |
| 62                               | Jonas Koch (GER)*        | 45e              |
| 63                               | Michel Koch (GER)*       | NP-4             |
| 64                               | Theo Reinhardt (GER)     | NP-5             |
| 65                               | Kersten Thiele (GER)*    | 110e             |
| 66                               | Mario Vogt (GER)*        | AB-3             |
| 67                               | Domenic Weinstein (GER)* | 95e              |
| Directeur sportif : Ralf Grabsch |                          |                  |

| Southeast STH                          | Southeast STH           | Southeast STH |
| -------------------------------------- | ----------------------- | ------------- |
| Num                                    | Coureur                 | Pos           |
| 71                                     | Andrea Dal Col (ITA)*   | AB-1          |
| 72                                     | Giorgio Cecchinel (ITA) | 39e           |
| 73                                     | Rafael Andriato (BRA)   | 58e           |
| 74                                     | Samuele Conti (ITA)*    | 70e           |
| 75                                     | Giuseppe Fonzi (ITA)*   | 42e           |
| 76                                     | Mirko Tedeschi (ITA)    | 37e           |
| 77                                     | Luca Wackermann (ITA)*  | 114e          |
| Directeur sportif : Giuseppe Di Fresco |                         |               |

| Cult Energy CLT                  | Cult Energy CLT                     | Cult Energy CLT |
| -------------------------------- | ----------------------------------- | --------------- |
| Num                              | Coureur                             | Pos             |
| 81                               | Linus Gerdemann (GER)               | 19e             |
| 82                               | Alex Kirsch (LUX)*                  | 90e             |
| 83                               | Gustav Larsson (SWE)                | 9e              |
| 84                               | Christian Mager (GER)*              | 83e             |
| 85                               | Michael Carbel Svendgaard (DEN)*    | 82e             |
| 86                               | Rasmus Christian Quaade (DEN) (Clm) | 16e             |
| 87                               | Fabian Wegmann (GER)                | 51e             |
| Directeur sportif : Luke Roberts |                                     |                 |

| LKT Brandenburg LKT             | LKT Brandenburg LKT   | LKT Brandenburg LKT |
| ------------------------------- | --------------------- | ------------------- |
| Num                             | Coureur               | Pos                 |
| 91                              | Leon Berger (GER)*    | 111e                |
| 92                              | Christian Koch (GER)* | 85e                 |
| 93                              | Martin Reimer (GER)   | NP-5                |
| 94                              | Leon Rohde (GER)*     | 29e                 |
| 95                              | Franz Schiewer (GER)  | 103e                |
| 96                              | Carl Soballa (GER)*   | 81e                 |
| 97                              | Willi Willwohl (GER)* | 26e                 |
| Directeur sportif : Michael Max |                       |                     |

| Colombia COL                          | Colombia COL              | Colombia COL |
| ------------------------------------- | ------------------------- | ------------ |
| Num                                   | Coureur                   | Pos          |
| 101                                   | Leonardo Duque (COL)      | 52e          |
| 102                                   | Carlos Quintero (COL)     | 33e          |
| 103                                   | Edward Díaz (COL)*        | 69e          |
| 104                                   | Juan Pablo Valencia (COL) | 74e          |
| 105                                   | Carlos Ramírez (COL)*     | 76e          |
| 106                                   | Brayan Ramírez (COL)*     | 71e          |
| 107                                   | Rodolfo Torres (COL)      | AB-3         |
| Directeur sportif : Oscar Pelliccioli |                           |              |

| Bora-Argon 18 BOA                    | Bora-Argon 18 BOA         | Bora-Argon 18 BOA |
| ------------------------------------ | ------------------------- | ----------------- |
| Num                                  | Coureur                   | Pos               |
| 111                                  | Shane Archbold (NZL)      | 75e               |
| 112                                  | Jan Bárta (CZE) (Clm)     | 3e                |
| 113                                  | Sam Bennett (IRL)         | 48e               |
| 114                                  | Bartosz Huzarski (POL)    | 113e              |
| 115                                  | Zakkari Dempster (AUS)    | 49e               |
| 116                                  | Dominik Nerz (GER)        | 21e               |
| 117                                  | Andreas Schillinger (GER) | 23e               |
| Directeur sportif : Enrico Poitschke |                           |                   |

| Cannondale-Garmin TCG             | Cannondale-Garmin TCG            | Cannondale-Garmin TCG |
| --------------------------------- | -------------------------------- | --------------------- |
| Num                               | Coureur                          | Pos                   |
| 121                               | Jack Bauer (NZL)                 | 7e                    |
| 122                               | Alberto Bettiol (ITA)*           | 24e                   |
| 123                               | Kristjan Koren (SLO)             | 25e                   |
| 124                               | Moreno Moser (ITA)               | 43e                   |
| 125                               | Matej Mohorič (SLO)*             | 61e                   |
| 126                               | Ramūnas Navardauskas (LTU) (Clm) | 4e                    |
| 127                               | Dylan van Baarle (NED)*          | 5e                    |
| Directeur sportif : Andreas Klier |                                  |                       |

| Wanty-Groupe Gobert WGG                      | Wanty-Groupe Gobert WGG  | Wanty-Groupe Gobert WGG |
| -------------------------------------------- | ------------------------ | ----------------------- |
| Num                                          | Coureur                  | Pos                     |
| 131                                          | Simone Antonini (ITA)*   | 102e                    |
| 132                                          | Frederik Backaert (BEL)  | 18e                     |
| 133                                          | Marco Minnaard (NED)     | 36e                     |
| 134                                          | Mirko Selvaggi (ITA)     | NP-5                    |
| 135                                          | Frederik Veuchelen (BEL) | 35e                     |
| 136                                          | Enrico Gasparotto (ITA)  | 11e                     |
| 137                                          | Marco Marcato (ITA)      | NP-4                    |
| Directeur sportif : Hilaire Van der Schueren |                          |                         |

| Heizomat THF                          | Heizomat THF                 | Heizomat THF |
| ------------------------------------- | ---------------------------- | ------------ |
| Num                                   | Coureur                      | Pos          |
| 141                                   | Holger Burkhardt (GER)       | 105e         |
| 142                                   | Benjamim Edmüller (GER)      | 104e         |
| 143                                   | Sascha Starker (GER)         | 101e         |
| 144                                   | Fabian Schormair (GER)*      | 68e          |
| 145                                   | Gero Walbrül (GER)           | AB-5         |
| 146                                   | Laurin Winter (GER)*         | 94e          |
| 147                                   | Philipp Zwingenberger (GER)* | 59e          |
| Directeur sportif : Markus Schleicher |                              |              |

| Bike Aid BAI                      | Bike Aid BAI              | Bike Aid BAI |
| --------------------------------- | ------------------------- | ------------ |
| Num                               | Coureur                   | Pos          |
| 151                               | Daniel Bichlmann (GER)    | 80e          |
| 152                               | Maarten de Jonge (NED)    | 62e          |
| 153                               | Mekseb Debesay (ERI)*     | 73e          |
| 154                               | Nikodemus Holler (GER)*   | 67e          |
| 155                               | Christoph Schweizer (GER) | 115e         |
| 156                               | Yannick Mayer (GER)*      | 117e         |
| 157                               | Matthias Schnapka (GER)   | 118e         |
| Directeur sportif : Lutz Drehkopf |                           |              |

| Roompot Oranje Peloton ROP          | Roompot Oranje Peloton ROP | Roompot Oranje Peloton ROP |
| ----------------------------------- | -------------------------- | -------------------------- |
| Num                                 | Coureur                    | Pos                        |
| 161                                 | Jesper Asselman (NED)      | 53e                        |
| 162                                 | Marc de Maar (NED)         | 97e                        |
| 163                                 | Berden de Vries (NED)      | 57e                        |
| 164                                 | Huub Duyn (NED)            | 54e                        |
| 165                                 | Dylan Groenewegen (NED)*   | 50e                        |
| 166                                 | Sjoerd van Ginneken (NED)* | 77e                        |
| 167                                 | Mike Terpstra (NED)        | 56e                        |
| Directeur sportif : Michael Boogerd |                            |                            |

| Stölting STG                    | Stölting STG           | Stölting STG |
| ------------------------------- | ---------------------- | ------------ |
| Num                             | Coureur                | Pos          |
| 171                             | Thomas Koep (GER)      | 106e         |
| 172                             | Silvio Herklotz (GER)* | NP-3         |
| 173                             | Lennard Kämna (GER)*   | 13e          |
| 174                             | Jan Oelerich (GER)     | 91e          |
| 175                             | Nils Politt (GER)*     | 6e           |
| 176                             | Jonas Tenbrock (GER)*  | 55e          |
| 177                             | Ole Quast (GER)        | 107e         |
| Directeur sportif : Jochen Hahn |                        |              |

| Stuttgart SGT                      | Stuttgart SGT         | Stuttgart SGT |
| ---------------------------------- | --------------------- | ------------- |
| Num                                | Coureur               | Pos           |
| 181                                | Arnold Fiek (GER)*    | 116e          |
| 182                                | Georg Loef (GER)*     | 109e          |
| 183                                | Kai Kautz (GER)       | 98e           |
| 184                                | Florian Nowak (GER)*  | 78e           |
| 185                                | Julian Schulze (GER)* | 66e           |
| 186                                | Max Walsleben (GER)   | 112e          |
| 187                                | Johannes Weber (GER)* | 63e           |
| Directeur sportif : Julian Rammler |                       |               |